# Elisha Lim
Elisha Lim   (Toronto, 1978) és una persona no-binària, artista i novel·lista gràfica que viu a Toronto. Lim defensa l'ús del pronom de gènere neutre "they". Lim actualment opta a una candidatura per fer el doctorat a la Universitat de Toronto, escrivint una tesi sobre xarxes socials i raça.

## Vida primerenca
Elisha Lim va néixer a Toronto i va assistir a escoles primàries i secundàries del convent catòlic de Singapur. La seva germana és l'escriptora i crítica cultural Thea Lim.

## Carrera

### Novel·les gràfiques
La novel·la gràfica de Lim, 7 Dreams About You, tracta sobre "l'esforç de l'autor per abandonar l'economia de la identitat" i els malsons derivats de relacions romàntiques passades.
La seva primera novel·la gràfica, 100 Butches, és una col·lecció de retrats i anècdotes queer acumulades mentre viatjaven per tot el món. S'havia de llançar el 2008 a través d'⁣Alyson Books, però molts dels contractes d'Alyson es van suspendre perquè l'editorial buscava un nou comprador. Quan les negociacions van fracassar, la seva empresa matriu va canviar Alyson a la publicació només de llibres electrònics el 2010, i es van abandonar diversos títols, inclosos 100 Butches. Lim va signar un nou contracte amb Magnus Books el 2011. Ha rebut cobertura dels mitjans gai independentment, que va batejar a Lim com una "Dona queer per mirar" a afterellen.com, i "Artista resident" per Curve Magazine. Lim també va fer una gira per Amèrica del Nord amb la caravana de l'escriptora queer de Michelle Tea, Sister Spit, presentant fragments de la novel·la. 100 Butches rebé subvencions del Canada Arts Council i Ontario Arts Council.

### Còmics
Des que va acabar 100 Butches, Lim ha dibuixat una gran varietat de tires còmiques. The Sweetest Taboo va ser un còmic sobre la cultura pop infantil dels anys 80 que es va publicar a Capital Xtra!, "Queer Pioneers" va aparèixer a Diva Magazine, i el calendari de paret de 12 panells "Sissy" és una celebració autopublicada de la feminitat i a sissydom.

### Pràctica artística
Lim crea retrats de subcultures marginals a partir de traces o pastels, i normalment incorpora anècdotes o subtítols amb les paraules dels mateixos subjectes. Les exposicions de Lim inclouen The Illustrated Gentleman a Allyson Mitchell i la FAG Gallery de Deirdre Logue, 100% Mixed Race a la A-Space Gallery, "Generations of Queers" a la Universitat OCAD, Sissy al William Way Community Center.

## Vida personal
Lim sortir de l'armari com a homosexual a Berlín abans de tornar al Canadà, on va ser reconeguda a l'Asian Arts Freedom School per inspirar un gir cap a l'activisme antiracista. Lim ha organitzat i cofundat esdeveniments a Toronto que promouen persones de color queer i trans, com ara Fresh to Def i Les Blues. El Toronto Star va anomenar a Lim com a 'Celesbiana', i el 2012, Lim va ser anomenada com una de les 25 persones queer més significatives 2011, i una de les 100 persones activistes més rellevants per Canadian People of Colour.

### Música
Lim va seguir una carrera musical fins que un endeví va dir a Lim que deixés de fer-ho i que es dediqués a dibuixar. No obstant això, toca en una banda anomenada The Sex Appeals, els membres de la qual són persones queer de color, i la música de la qual s'ha destacat per tenir "poppy hooks i títols de cançons peculiars" originals; la seva bateria, Nadine Forde, descriu la seva música com "crotch pop". Altres membres inclouen Ali Naqvi al sintetitzador, Sarah Creagen al violí i Patrick Salvani al baix. Entre altres concerts, han tocat al Toronto Pride i a la Art Gallery of Ontario.

### Novel·la gràfica
- Lim, Elisha. 100 butches. Volume 1.  Los Angeles, Calif.: Alyson Publications Inc, 2010, p. 70. ISBN 9781593501686.

### Articles
- Lim, Elisha «Thread: Identity Politics Economics». C Magazine, Issue 143, 2019.

### Capítols
- Handbook : supporting queer and trans students in art and design education (OCAD University, [2018], ISBN 9781772520064)[20]
- "Immigrants in solidarity with indigenous people" in The solidarity struggle : how people of color succeed and fail at showing up for each other in the fight for freedom (BGD Press, Inc., 2016. ISBN 9780988628656)[21]
- "A Conversation about Art and Activism with Trans and Genderqueer People Labelled with Intellectual Disabilities" (illustrations) inTrans activism in canada: A reader (Canadian Scholars' Press Inc., 2014)[22]

### Còmics
- "Queer Pioneers," Diva (magazine), about notable dead lesbians
- "Sweetest Taboo," Capital Xtra!, 2009, memoirs of a gay child in the 80s
- "Big Mama Thornton" Shameless Magazine Issue 13: Fall 2009
- "The Illustrated Gentleman," No More Potlucks, 2010
- "Gender Revolution," Women's Review of Books, July/August 2011
- "100 Butches," Gay Genius edited by Annie Murphy, Sparkplug Books, 2011
- "Trans ladies first" Bitch Magazine, Issue 52: Fall 2011
- 100 Crushes, Koyama Press, June 2014. ISBN 9781927668061[1]

### Il·lustracions de portada
- One in Every Crowd by Ivan Coyote, Arsenal Pulp Press, 2012, ISBN 978-1-55152-459-7
- Persistence: All Ways Butch and Femme edited by Ivan Coyote and Zena Sharman, Arsenal Pulp Press, 2010, ISBN 978-1-55152-397-2
- Shameless, Issue 13: Fall 2009
- Van Deven, Mandy «From invisibility to stability». Briarpatch Magazine, 05-01-2010.